# Möckern (Osterburg)
Möckern ist ein Wohnplatz im Ortsteil Erxleben der Hansestadt Osterburg (Altmark) im Landkreis Stendal in Sachsen-Anhalt.

## Geografie
Der Wohnplatz Möckern, heute der nordwestliche Teil des Dorfes Erxleben, die Straße „Möckern“, ist im Sachsen-Anhalt-Viewer als Ort eingetragen.
Nachbarorte sind Ballerstedt im Südwesten, Klein Ballerstedt im Westen, Osterburg mit der Stadtrandsiedlung und Schilddorf im Norden, Erxleben, unmittelbar im Osten und Südosten, sowie Polkau im Süden.

## Geschichte

### Mittelalter bis Neuzeit
Die erste Erwähnung des damaligen Dorfes erfolgte im Jahr 1314 als in villa Mokeren, als Markgraf Woldemar einem Altar der Marienkapelle zu Stendal gewisse Einnahmen überschrieb. Weitere Nennungen sind 1344 mokern, 1362 dat dorp Arxsleuen, dat man ok numet Mokern, 1687 Möckern, und 1804 heißt das Dorf Mäckern oder Möckern. Es gab eine Schmiede und eine Windmühle.

### Herkunft des Ortsnamens
Der Name wird hergeleitet aus dem Slawischen von mokre für feucht, nass.

### Eingemeindungen
Ursprünglich gehörte das Dorf Möckern zum Stendalschen Kreis der Mark Brandenburg in der Altmark. Zwischen 1807 und 1813 lag es im Landkanton Osterburg auf dem Territorium des napoleonischen Königreichs Westphalen. Nach weiteren Änderungen gehörte die Gemeinde ab 1816 zum Kreis Osterburg, dem späteren Landkreis Osterburg.
Am 1. Oktober 1938 erfolgte der Zusammenschluss der Gemeinden Möckern und Erxleben, beide aus dem Landkreis Osterburg, zu einer Gemeinde Erxleben.

### Einwohnerentwicklung
| Jahr | Einwohner |
| ---- | --------- |
| 1798 | 077       |
| 1801 | 081       |
| 1818 | 100       |
| 1840 | 137       |
| 1864 | 138       |

| Jahr | Einwohner |
| ---- | --------- |
| 1871 | 136       |
| 1885 | 147       |
| 1892 | [0]151    |
| 1895 | 141       |
| 1900 | [0]141    |

| Jahr | Einwohner |
| ---- | --------- |
| 1905 | 138       |
| 1910 | [0]144    |
| 1925 | 151       |

Quelle wenn nicht angegeben:

## Religion
Die evangelischen Christen aus Möckern waren in die Kirchengemeinde Erxleben eingekircht, die zur Pfarrei Erxleben bei Osterburg gehörte. Die Kirchengemeinde Erxleben wird heute betreut vom Pfarrbereich Königsmark im Kirchenkreis Stendal im Bischofssprengel Magdeburg der Evangelischen Kirche in Mitteldeutschland.

## Kultur und Sehenswürdigkeiten
Ein großer Bauernhof, Möckern 22, und ein kleiner Speicher, neben Möckern 27, stehen unter Denkmalschutz.